# Villaria acutifolia
Villaria acutifolia är en måreväxtart som först beskrevs av Adolph Daniel Edward Elmer, och fick sitt nu gällande namn av Elmer Drew Merrill. Villaria acutifolia ingår i släktet Villaria och familjen måreväxter. Inga underarter finns listade i Catalogue of Life.